# Sa Duaia

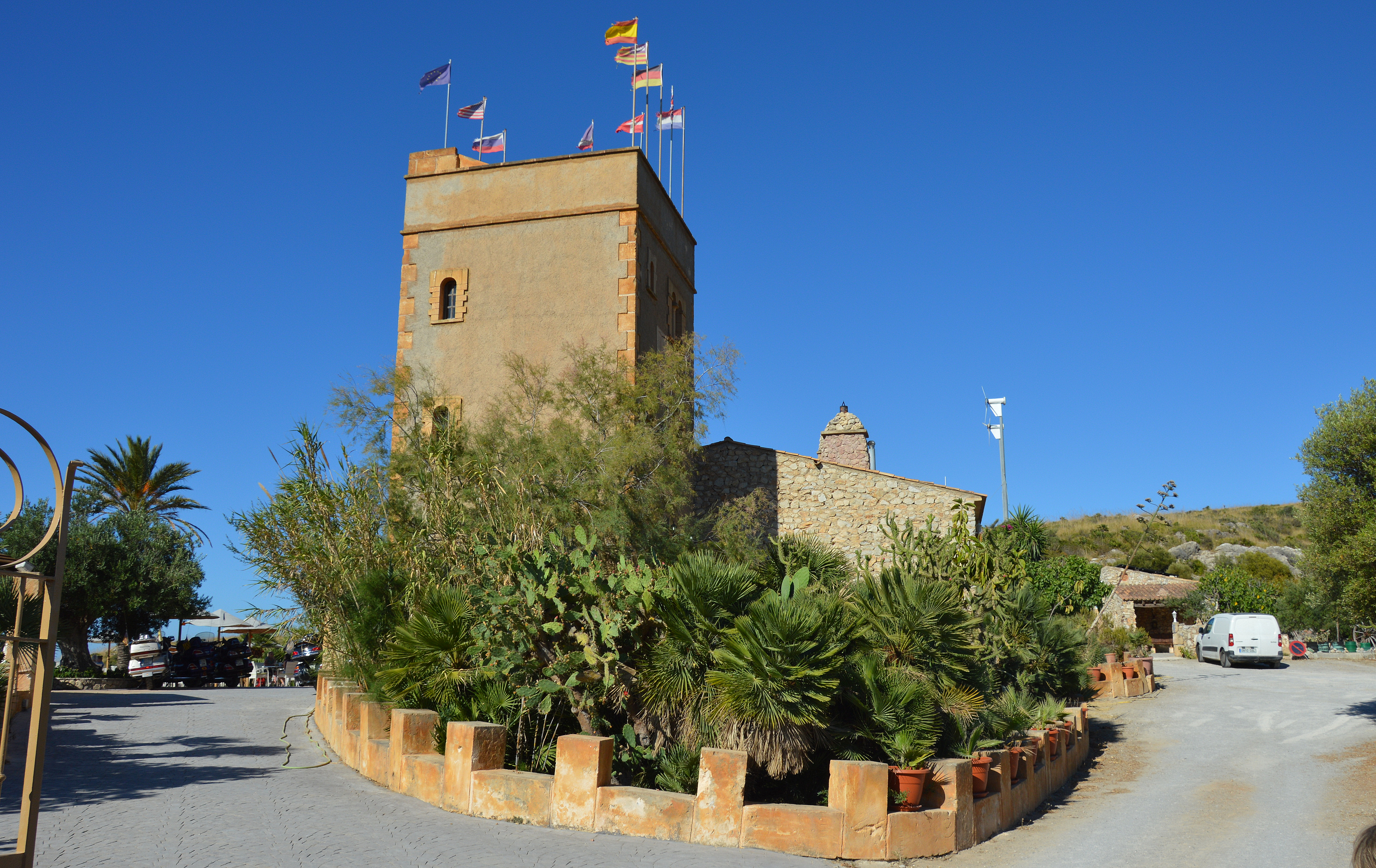
Herrenhaus Sa Duaia

Sa Duaia ist ein Herrenhaus in der spanischen Gemeinde Artà im nordöstlichen Teil der Mittelmeerinsel Mallorca. Es wird als Hotel und Restaurant genutzt.
Es befindet sich abgelegen von sonstiger Bebauung in der bergigen Umgebung des zur Gebirgskette Serres de Llevant gehörenden Berglands von Artà, etwa sieben Kilometer nordöstlich von Artà unweit der Küste des Mittelmeers. Etwa 1,5 Kilometer nordöstlich des Anwesens befindet sich die unbebaute Bucht Cala Torta. Östlich des Herrenhauses erhebt sich der Berg Puig Figuer. Westlich des Anwesens verläuft die kleine Landstraße zwischen Artà und Cala Torta, von der eine Stichstraße zum Herrenhaus führt.
Das Herrenhaus geht auf das 15. Jahrhundert zurück. An seiner südwestlichen Seite erhebt sich ein Turm. Nordwestlich des Anwesens liegt eine ausgedehnte Terrasse von der eine weite Sicht auf das Bergland von Artà besteht.